# OMON

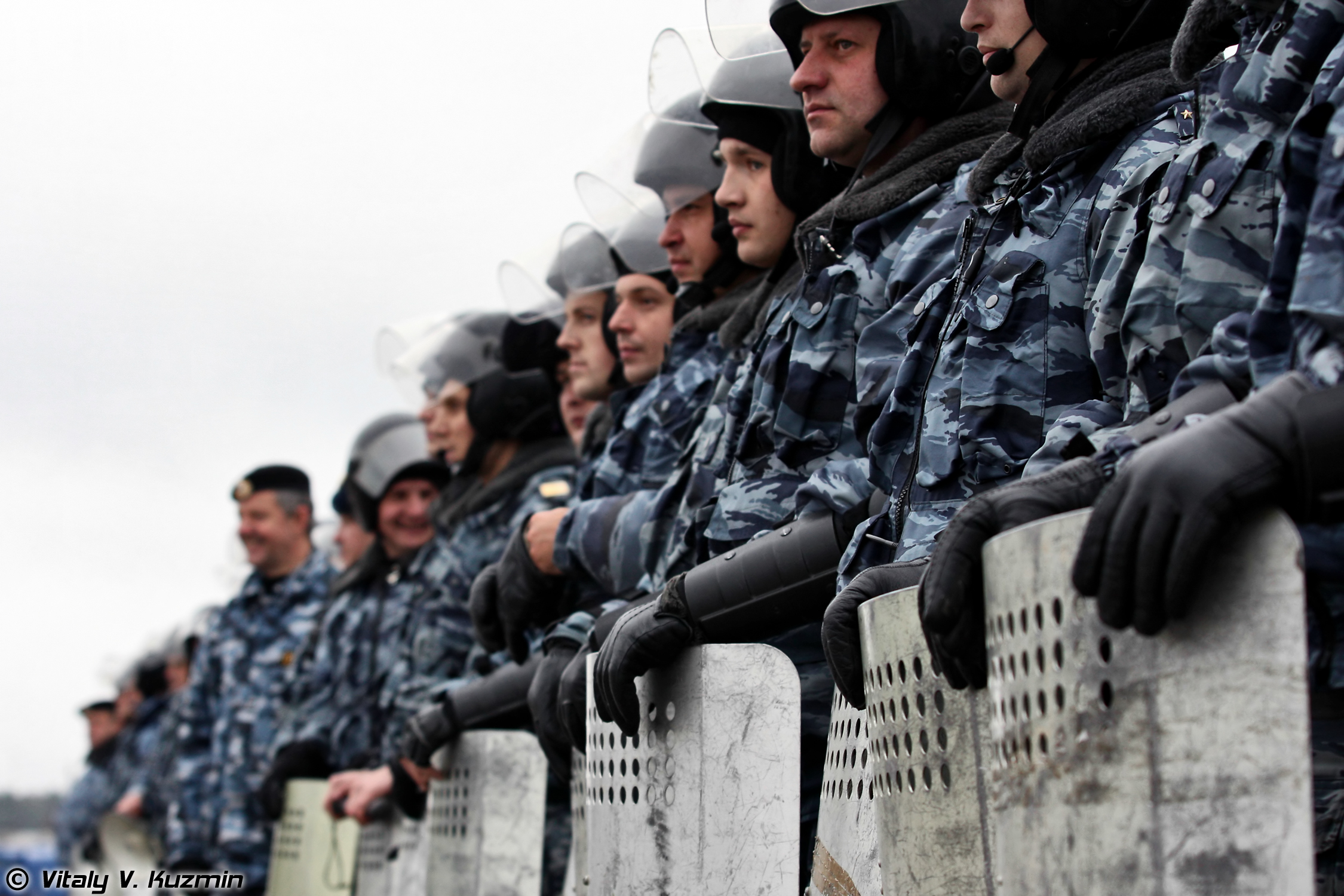

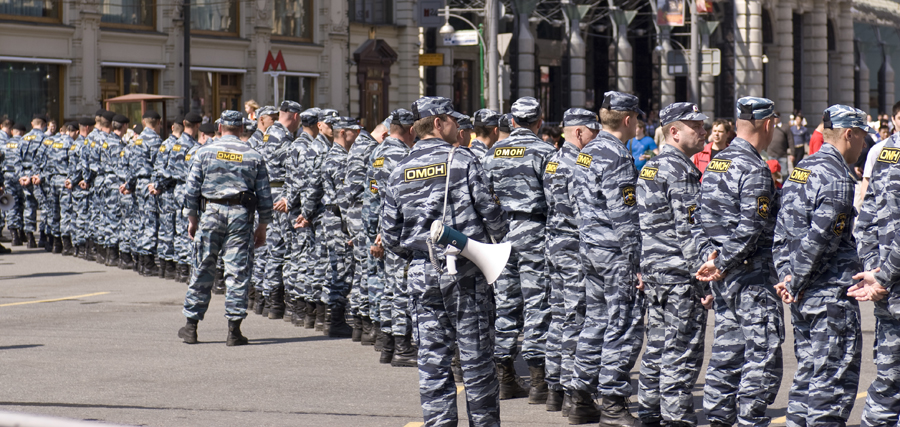

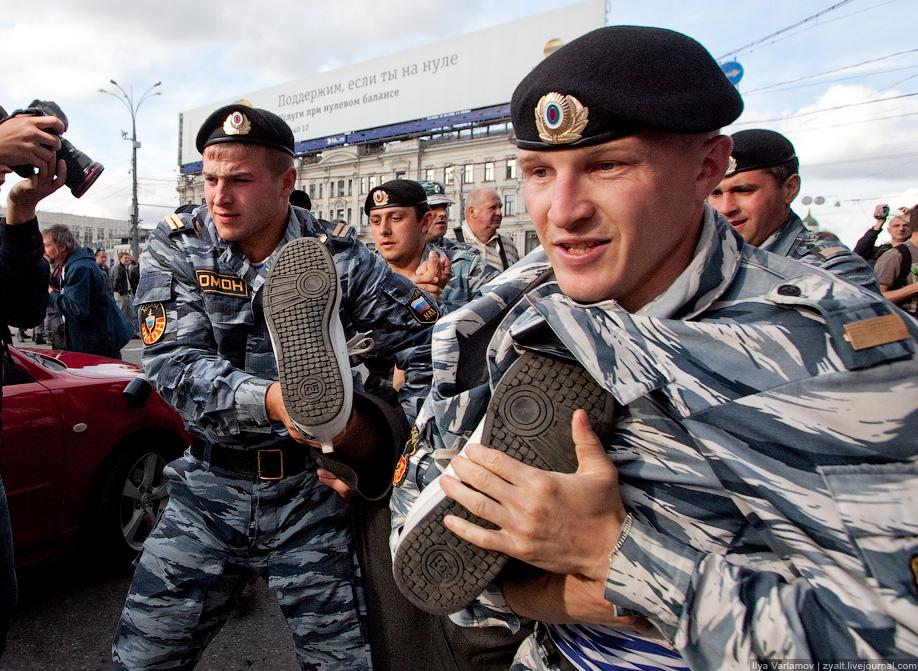
Funkcjonariusze OMON-u w akcji

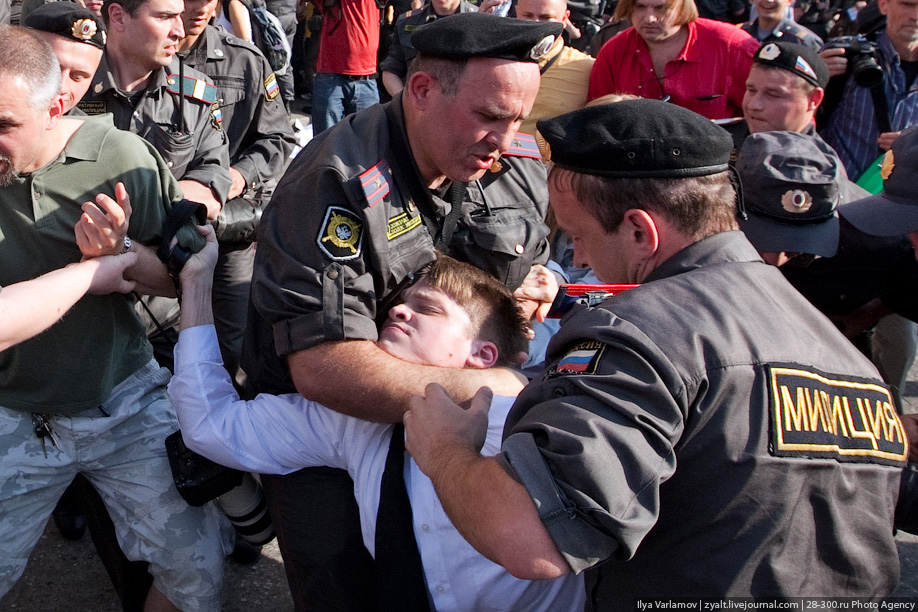
Funkcjonariusze OMON-u podczas rozpędzania demonstracji w Moskwie

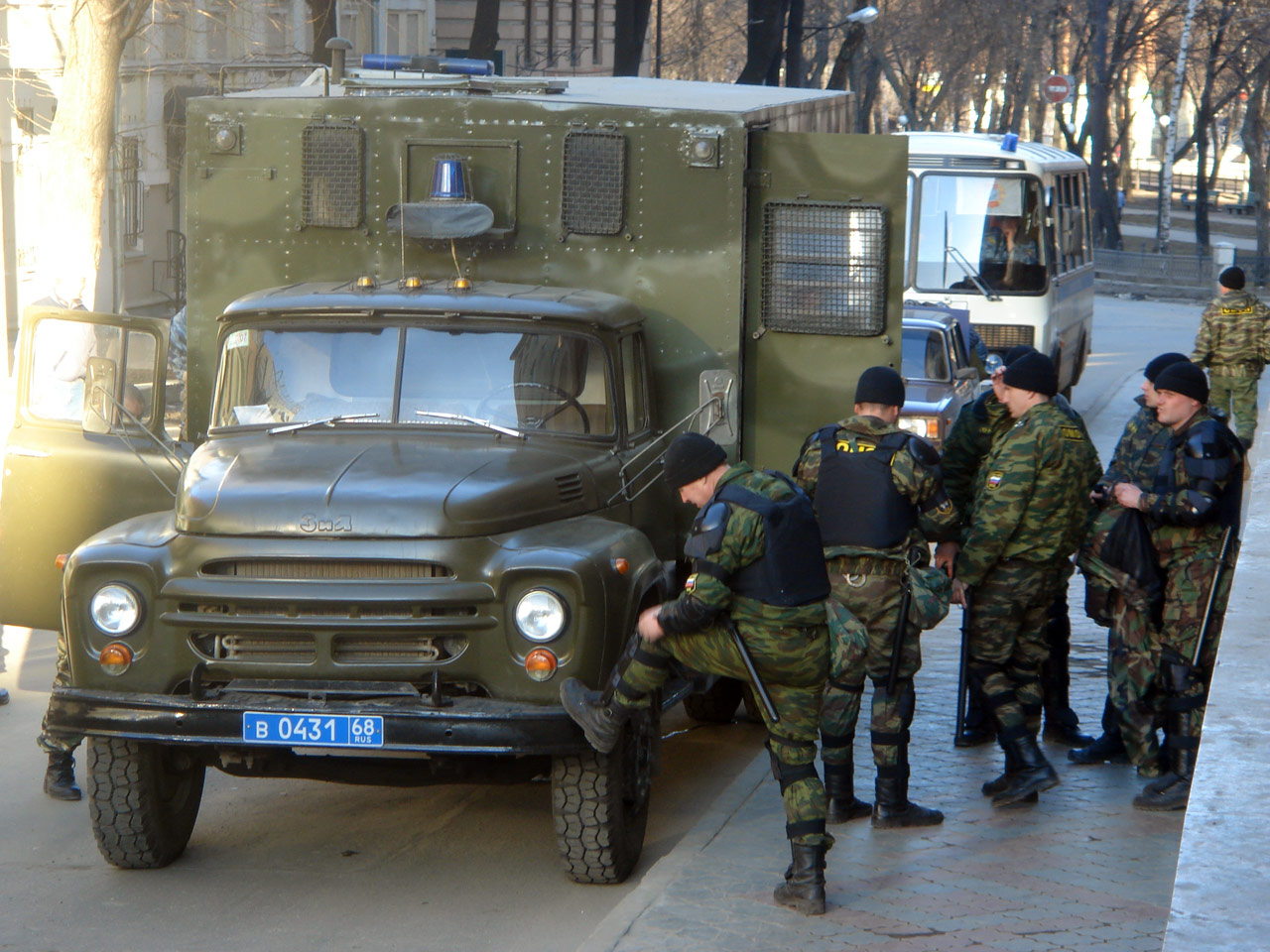
Funkcjonariusze OMON-u przy ciężarówce ZiŁ-131 w Niżnym Nowogrodzie

Otriad mobilnyj osobogo naznaczenija (OMON, отряд мобильный особого назначения, ОМОН, Oddział Mobilny Specjalnego Przeznaczenia, potocznie Czarne berety) – rosyjska (wcześniej radziecka) jednostka sił specjalnych w ramach Ministerstwa Spraw Wewnętrznych Rosji, przeznaczona do działania w sytuacji niepokojów społecznych, aktów terrorystycznych lub wzięcia zakładników, pełniąca także funkcje typowo prewencyjne.
Tą nazwą określany jest także szereg jednostek działających w byłych republikach ZSRR (m.in. na Białorusi) oraz jednostki typowo milicyjne tworzone przez władze jednostek terytorialnych Federacji Rosyjskiej.

## Historia
Historia OMON-u rozpoczęła się w roku 1979, gdy utworzono grupę antyterrorystyczną mającą chronić Igrzyska Olimpijskie w Moskwie w 1980 r. i nie dopuścić do powtórzenia się wydarzeń z czasu igrzysk w Monachium. Współczesny OMON jest sukcesorem tej grupy i jako taki powstał w 1987 roku.
W okresie swojego istnienia grupa nie zawsze była poddana pełnej kontroli rządu i działała w pewnej mierze samodzielnie, szczególnie w okresie przemian politycznych w Związku Radzieckim, w latach 1985–1991, kiedy to usiłowała przeciwdziałać ruchom niepodległościowym w innych republikach. Ubrani w maskujące mundury, często z czarnymi kominiarkami na twarzach, są obecnie określani mianem Czarnych Beretów.

## Niektóre operacje
- OMON działał w czasie tzw. drugiej wojny czeczeńskiej, ponosząc w tym konflikcie poważne straty. OMON oskarżany był o liczne zbrodnie przeciwko ludności cywilnej w czasie obu wojen.
- 20 stycznia 1991 OMON zaatakował łotewskie Ministerstwo Spraw Wewnętrznych w okresie łotewskiego ruchu niepodległościowego, zabijając 5 osób (7 członków formacji uznano w ryskim procesie za winnych i skazano na kary więzienia w zawieszeniu).
- Latem 1991 roku OMON-owi przypisano szereg ataków na litewskich pograniczników – niektóre źródła twierdziły, że Michaił Gorbaczow stracił kontrolę nad jednostką.
- W grudniu 2008 OMON uniemożliwił demonstrację antykremlowskiej opozycji na Placu Tryumfalnym i Placu Puszkina w Moskwie[1].
- Wiosną 2010 roku OMON przeszukiwał miejsca katastrofy polskiego Tu-154 pod Smoleńskiem.

### Rosyjski OMON na Ukrainie, 2022
- 12 funkcjonariuszy z Krasnodaru odmówiło wyjazdu na Ukrainę[2]
- 11 funkcjonariuszy z Chakasji protestowało przeciwko służbie poza granicami Rosji, dlatego wysłano ich do Rosji. Wpływ na postawę funkcjonariuszy OMON miało rozbicie kolumny SOBR po przekroczeniu granicy ukraińskiej[3][4]

## Członkowie
Do OMON-u mogą wstąpić młodzi mężczyźni w wieku 22–30 lat, którzy ukończyli dwuletnią służbę wojskową. Procedury selekcyjne są ostre i obejmują testy medyczne i psychologiczne oraz badania wydolności fizycznej. Początkowy trening trwa 4 miesiące, w czasie którego kandydaci przechodzą intensywne szkolenie w zakresie użycia broni i walki wręcz oraz są przyzwyczajani do bezwzględnego wykonywania rozkazów; szczególny nacisk jest kładziony na walkę miejską i zdobywanie budynków. Procedura kandydacka kończy się testem, w którym kandydat musi stoczyć walkę na gołe pięści z trzema-pięcioma wyszkolonymi członkami OMON-u. Przyjmowany jest co najwyżej jeden na pięciu zdających kandydatów, wskutek czego członkowie OMON-u są wyjątkowo sprawni i dobrze wyszkoleni w zakresie walki wręcz i obsługi broni.
Nie jest znana dokładna liczba członków tych oddziałów, ale różne źródła podają liczby między 5500 a 9000 członków stacjonujących w ośrodkach miejskich i przy węzłach komunikacyjnych w latach 90. Obecnie liczbę OMON-owców ocenia się na ponad 20 000. Większość wycofuje się w wieku 45 lat.

## Uzbrojenie
- Karabiny szturmowe AKM, AK-74 i AKS-74U (zmodyfikowany AK-74 ze skróconą lufą)
- Karabinki szturmowe 9a-91
- Granatniki podlufowe GP 25 dla AKM
- Pistolety maszynowe PP-19 Bizon i Kedr
- Środki transportu, w tym śmigłowce